# Andreas Michler
Andreas Michler (* 1956 in Bad Bocklet) ist ein deutscher Geschichtsdidaktiker.

## Leben
Nach dem Lehramtsstudium (1978–1983) an der Julius-Maximilians-Universität Würzburg absolvierte er 1983 das 1. Staatsexamen. Nach dem Referendariat (1983–1985) in Aschaffenburg legte er 1985 das 2. Staatsexamen ab. Nach der Promotion 2002 zum Dr. phil. in Eichstätt lehrte er ab 2007 als Professor für Didaktik der Geschichte an der Universität Passau. Zum 1. September 2023 trat er in den Ruhestand. 

## Schriften (Auswahl)
- mit Waltraud Schreiber (Hrsg.): Blicke auf Europa. Kontinuität und Wandel. Neuried 2003, ISBN 3-89391-491-9.
- Museumspolitik in Bayern 1945 bis 1955. Zwischen amerikanischer Innovation und bayerischer Tradition. Neuried 2004, ISBN 3-89391-494-3.
- mit Wolfgang Gehring (Hrsg.): Außerschulische Lernorte bilingual. Göttingen 2011, ISBN 3-86955-796-6.
- mit Kateřina Pražáková (Hrsg.): Begegnungsraum Geschichte im bayerisch-böhmischen Grenzgebiet. Unterrichtsvorschläge/Historie jako prostor k setkávání v česko-bavorském příhraničí. Výukové materiály. Budweis 2020, ISBN 80-7394-754-4.